# Ким Санбом
Ким Санбом (кор. 김범, также известный как Ким Бом; род. 7 июля 1989, Сеул, Республика Корея) — южнокорейский актёр, певец и модель. Более известен по сериалу «Мальчики краше цветов», где он сыграл одного из четырёх главных героев дорамы — Со И Чжона. Также известен, как герой дорамы «История девятихвостого лиса» — Ли Ран.

## Биография
Ким Бом родился 7 июля 1989 года в Южной Корее. Его семья состоит из его матери, отца и одной младшей сестры. Ещё ребёнком Ким Бом, учившийся в средней школе, превосходил своих сверстников в спортивных состязаниях. В настоящее время он посещает Университет Чунан, для того чтобы продолжить обучение в Департаменте кино и театра
В 2006 году Ким участвовал «Survival Star Audition» и занял 6 место из сотни конкурсантов, из-за того, что ему было 17 лет, а по правилу конкурса возраст участника должен был быть не менее 20 лет. «Survival Star Audition» открыл множество возможностей для Ким. Он получил несколько ролей в телесериалах, и выросла его популярность. В 2008 году Ким Бом получил награду корейского фестиваля дорам за популярность среди пользователей Интернета.
Он стал известен в 2009 году, по сериалу «Мальчики краше цветов», где он сыграл одного из четырёх главных героев истории — Со И Джон. В 2011 году он снялся в сериале «Падам-падам… Стук их сердец» (Padam Padam: The Sound of His and Her Heartbeats), где он сыграл Ли Гук Су — ангела-хранителя.

## Личная жизнь
1 ноября 2013 года агентство Kingkong Entertainment объявило, что Ким Бом встречается с «Богиней Огня» — Мун Гынён. Но спустя 7 месяцев 15 мая 2014 года они расстались.

29 марта 2018 года было подтверждено, что Ким состоит в отношениях с актрисой О Ён Со. Однако после нескольких месяцев знакомства они, как сообщается, расстались.

## Фильмография

### Фильмы
| Год  | Название                                        | Роль       |
| ---- | ----------------------------------------------- | ---------- |
| 2008 | Ведьмочки                                       | Ли Хо Дже  |
| 2008 | Звонок смерти                                   | Кан Хеон   |
| 2009 | Ангел со сломанными крыльями                    | Си Бум     |
| 2013 | Молодой детектив Ди: Восстание морского дракона | Юань Чжэнь |
| 2013 | Психометрия                                     | Ким Джун   |
| 2013 | Привет, Сеул                                    | Ким Кён У  |
| 2015 | Влюбленные и фильмы                             | Лин Чжун   |
| 2015 | Возлюбленная                                    | Цзян Суи   |
| 2018 | Детектив К: Тайна демона-вампира                | Чон Му     |

### Телесериалы
| Год  | Название                             | Роль                              | Примечания |
| ---- | ------------------------------------ | --------------------------------- | --- |
| 2006 | Возмутительные женщины               | Чжон Хен Чжун                     | |
| 2006 | Неудержимый пинок                    | Ким Бом                           | |
| 2008 | К востоку от рая                     | Ли Дон Чхоль (15 лет)             | Награда корейского фестиваля дорам за популярность среди пользователей Интернета Номинация: Baeksang Arts Award for Best Male Popularity |
| 2009 | Мальчики краше цветов                | Со И Джон                         | Выиграл первое место в Arirang Showbiz Extra Best Couple Survey.                                                                         |
| 2009 | Мечта                                | Ли Чжан Сок                       | SBS Drama Award for Best New Star |
| 2009 | Неудержимый пинок, сезон 2           | Племянник Джа Ока                 | Камео (эпизод 72) |
| 2010 | Город влюблённых                     | Ха Мин Чжэ                        | |
| 2010 | Незабываемый день                    | Фотограф                          | |
| 2011 | Падам-падам... Стук их сердец        | Ли Гук Су (Личный ангел Кан Чиль) | |
| 2012 | Неудержимый пинок 3: Месть коротышки |                                   | Камео (эпизод 108) |
| 2013 | Этой зимой дует ветер                | Пак Джин Сун                      | Номинация: Baeksang Arts Award for Most Popular TV Actor                                                                                 |
| 2013 | Богиня огня Чжон И                   | Ким Тхэ Ду                        | |
| 2015 | Под прикрытием                       | Ча Го Ну                          | |
| 2016 | Госпожа полицейский 2                | Ли Ро Джун                        | |
| 2020 | История девятихвостого лиса          | Ли Ран                            | |
| 2021 | Юридическая школа                    | Хан Чжун Хи                       | |
| 2022 | Призрачный доктор                    | Ку Сын Тхак                       | |
| 2023 | История девятихвостого лиса 1938     | Ли Ран                            | |